# 평택 시티즌 FC
평택 시티즌 FC(Pyeongtaek Citizen Football Club)는 대한민국 경기도 평택시에 있는 축구 선수단이다. 사회적 협동조합인 평택시티즌에프씨가 운영하는 남자 세미프로 축구단이며, 2017년에 창단되었다. 2017년 K3리그 베이직에서 3위를 기록한 뒤 승강 플레이오프를 통해 승격에 성공하여 K3리그 어드밴스에 참여하다가, 2022년 현재에는 강등돼, K4리그에 참가하고 있다.

## 역사
평택시청의 지원을 바탕으로 평택시 소재 LED 디스플레이 제조업체인 지스마트 그룹이 공식 스폰서로 참여하면서 2017년 창단되었다. 첫 감독인 윤상철아래에 평균 연령이 20대 초반으로 구성된 팀이 꾸려졌다.
2017년 창단해 참여한 K3리그 베이직 2017에서 9개 팀중 3위를 기록해 승격 플레이오프에 참여했다. 이 과정에서 호베르토 선수가 리그 득점왕을 차지하기도 했다.
FC 의정부와의 승격 플레이오프에서는 2차전에서 2대2로 비기며 승격을 확정하여 K3리그 어드밴스 2018에 참가하게 되었다.
K3리그 어드밴스 2018에서는 12개팀 중 9위를 기록하였다. K3리그 어드밴스 2019에서는 12개 팀중 11위를 기록하여 K3리그  2020으로 잔류다.
2019년 대한축구협회에 의한 '2019 K3리그 어워드'에서 베스트프런트, 플레이투게더(사회공헌), 최다관중 3위 상을 수상하였다. 여성축구교실, 장애인축구교실, 스포츠문화여행 등 70회 이상의 사회 활동을 행한 것을 인정한 결과였다.
2020시즌을 앞두고 구단명을 기존의 평택시민축구단에서 평택 시티즌 FC로 변경했다.

## 선수 명단

### 1군 선수단
- 2023년 2월 12일 기준

참고: FIFA 자격 규정에 따라 소속된 국가대표팀 국기를 표시합니다. 선수는 복수의 FIFA 비회원국 국적을 가지고 있을 수 있습니다.
| 번호 | 포지션 | 국적 | 이름   |
| ---- | ------ | ---- | ------ |
| 1    | GK     |      | 박지현 |
| 2    | DF     |      | 김민준 |
| 3    | DF     |      | 이승호 |
| 4    | FW     |      | 이경훈 |
| 5    | DF     |      | 주영광 |
| 6    | MF     |      | 장주승 |
| 7    | MF     |      | 김주찬 |
| 8    | DF     |      | 전해민 |
| 9    | MF     |      | 하루토 |
| 10   | DF     |      | 이한빈 |
| 11   | FW     |      | 최세윤 |
| 12   | DF     |      | 박천준 |
| 13   | DF     |      | 최수웅 |
| 14   | DF     |      | 이준원 |
| 15   | DF     |      | 박성준 |
| 16   | MF     | 중국 | 천쑤   |
| 17   | MF     |      | 최성호 |
| 18   | DF     |      | 최세용 |

| 번호 | 포지션 | 국적 | 이름   |
| ---- | ------ | ---- | ------ |
| 19   | FW     |      | 고병범 |
| 20   | DF     |      | 이형석 |
| 21   | GK     |      | 김예지 |
| 22   | FW     |      | 장준서 |
| 23   | MF     |      | 양희준 |
| 24   | MF     |      | 김의영 |
| 25   | DF     |      | 원기연 |
| 27   | DF     |      | 박재현 |
| 30   | GK     |      | 권태욱 |
| 31   | MF     |      | 박상훈 |
| 33   | FW     |      | 이동현 |
| 34   | MF     |      | 박성민 |
| 35   | DF     |      | 이연우 |
| 40   | MF     |      | 이상혁 |
| 55   | DF     |      | 유영재 |
| 66   | MF     |      | 곽민서 |
| 70   | FW     |      | 정은찬 |
| 77   | MF     |      | 권혁   |
| 88   | DF     |      | 조성진 |
| 96   | MF     |      | 안재모 |

## 참고 문헌
- “스포츠지원포털 등록 현황”. 대한체육회.
- “KFA 통합경기정보 시스템”. 대한축구협회.